# Nena/Diskografie
Diese Diskografie ist eine Übersicht über die musikalischen Werke der deutschen Popsängerin Nena. Den Quellenangaben zufolge hat sie bisher als Solosängerin und mit der gleichnamigen Band mehr als 25 Millionen Tonträger verkauft. Ihre erfolgreichste Veröffentlichung ist das Album 20 Jahre – Nena feat. Nena mit über eine Million verkauften Einheiten.

## Alben

### Studioalben
| Jahr | Titel                                        | Höchstplatzierung, Gesamtwochen, AuszeichnungChartplatzierungen (Jahr, Titel, Platzierungen, Wochen, Auszeichnungen, Anmerkungen) | Höchstplatzierung, Gesamtwochen, AuszeichnungChartplatzierungen (Jahr, Titel, Platzierungen, Wochen, Auszeichnungen, Anmerkungen) | Höchstplatzierung, Gesamtwochen, AuszeichnungChartplatzierungen (Jahr, Titel, Platzierungen, Wochen, Auszeichnungen, Anmerkungen) | Anmerkungen                                                  |
| Jahr | Titel                                        | DE | AT | CH | Anmerkungen                                                  |
| ---- | -------------------------------------------- | --- | --- | --- | ------------------------------------------------------------ |
| 1989 | Wunder gescheh’n                             | DE23 (25 Wo.)DE | — | — | Erstveröffentlichung: 5. November 1989                       |
| 1992 | Bongo Girl                                   | DE32 (13 Wo.)DE | — | — | Erstveröffentlichung: 28. September 1992                     |
| 1994 | Und alles dreht sich                         | DE53 (10 Wo.)DE | — | — | Erstveröffentlichung: 9. Mai 1994                            |
| 1997 | Jamma nich                                   | DE29 (10 Wo.)DE | — | — | Erstveröffentlichung: 14. April 1997                         |
| 1998 | Wenn alles richtig ist, dann stimmt was nich | DE42 (5 Wo.)DE | — | — | Erstveröffentlichung: 6. Juli 1998                           |
| 2001 | Chokmah                                      | DE18 (4 Wo.)DE | AT67 (1 Wo.)AT | — | Erstveröffentlichung: 29. Oktober 2001                       |
| 2002 | 20 Jahre – Nena feat. Nena                   | DE2 ×3Dreifachplatin · (55 Wo.)DE                                                                                                 | AT1 ×2Doppelplatin · (52 Wo.)AT                                                                                                   | CH5 Platin · (54 Wo.)CH | Erstveröffentlichung: 28. Oktober 2002 Verkäufe: + 1.020.000 |
| 2005 | Willst du mit mir gehn                       | DE2 ×3Dreifachgold · (33 Wo.)DE                                                                                                   | AT1 Gold · (28 Wo.)AT | CH1 Gold · (27 Wo.)CH | Erstveröffentlichung: 18. März 2005 Verkäufe: + 330.000      |
| 2007 | Cover Me                                     | DE6 (6 Wo.)DE | AT18 (5 Wo.)AT | CH22 (5 Wo.)CH | Erstveröffentlichung: 28. September 2007                     |
| 2009 | Made in Germany                              | DE3 Gold · (36 Wo.)DE | AT4 (22 Wo.)AT | CH25 (10 Wo.)CH | Erstveröffentlichung: 2. Oktober 2009 Verkäufe: + 100.000    |
| 2012 | Du bist gut                                  | DE2 (11 Wo.)DE | AT5 (7 Wo.)AT | CH16 (5 Wo.)CH | Erstveröffentlichung: 2. November 2012                       |
| 2015 | Oldschool                                    | DE4 (14 Wo.)DE | AT10 (6 Wo.)AT | CH19 (6 Wo.)CH | Erstveröffentlichung: 27. Februar 2015                       |
| 2020 | Licht                                        | DE3 (4 Wo.)DE | AT11 (1 Wo.)AT | CH9 (3 Wo.)CH | Erstveröffentlichung: 16. Oktober 2020                       |

### Livealben
| Jahr | Titel                  | Höchstplatzierung, Gesamtwochen, AuszeichnungChartplatzierungen (Jahr, Titel, Platzierungen, Wochen, Auszeichnungen, Anmerkungen) | Höchstplatzierung, Gesamtwochen, AuszeichnungChartplatzierungen (Jahr, Titel, Platzierungen, Wochen, Auszeichnungen, Anmerkungen) | Höchstplatzierung, Gesamtwochen, AuszeichnungChartplatzierungen (Jahr, Titel, Platzierungen, Wochen, Auszeichnungen, Anmerkungen) | Anmerkungen                                                      |
| Jahr | Titel                  | DE | AT | CH | Anmerkungen                                                      |
| ---- | ---------------------- | --- | --- | --- | ---------------------------------------------------------------- |
| 2004 | Nena live Nena         | DE31 (7 Wo.)DE | AT24 (8 Wo.)AT | CH41 (5 Wo.)CH | Erstveröffentlichung: 27. Februar 2004                           |
| 2010 | Made in Germany – Live | DE*DE | AT64 (1 Wo.)AT | — | Erstveröffentlichung: 17. September 2010 * siehe Made in Germany |
| 2016 | Live at SO 36          | DE43 (1 Wo.)DE | — | — | Erstveröffentlichung: 4. März 2016                               |
| 2018 | Nichts versäumt – Live | DE27 (1 Wo.)DE | AT*AT | CH*CH | Erstveröffentlichung: 9. November 2018 * siehe Videoalbum        |

Weitere Livealben
- 1995: Nena Live
- 1998: Nena Live ’98

### Kompilationen
| Jahr | Titel                               | Höchstplatzierung, Gesamtwochen, AuszeichnungChartplatzierungen (Jahr, Titel, Platzierungen, Wochen, Auszeichnungen, Anmerkungen) | Höchstplatzierung, Gesamtwochen, AuszeichnungChartplatzierungen (Jahr, Titel, Platzierungen, Wochen, Auszeichnungen, Anmerkungen) | Höchstplatzierung, Gesamtwochen, AuszeichnungChartplatzierungen (Jahr, Titel, Platzierungen, Wochen, Auszeichnungen, Anmerkungen) | Anmerkungen                                                              |
| Jahr | Titel                               | DE | AT | CH | Anmerkungen                                                              |
| ---- | ----------------------------------- | --- | --- | --- | ------------------------------------------------------------------------ |
| 1996 | Nena – Definitive Collection        | DE64 Gold · (11 Wo.)DE | — | — | Erstveröffentlichung: 1996 Verkäufe: + 250.000                           |
| 1998 | Nur geträumt – Ihre größten Erfolge | DE23 (33 Wo.)DE | AT16 (13 Wo.)AT | CH72 (1 Wo.)CH | Erstveröffentlichung: 11. Mai 1998                                       |
| 2003 | Alles Gute – Die Singles 1982-2002  | DE65 (2 Wo.)DE | AT19 (12 Wo.)AT | CH49 (3 Wo.)CH | Erstveröffentlichung: 9. November 2003                                   |
| 2008 | Dein Herz für Kinder                | DE82 (1 Wo.)DE | — | — | Erstveröffentlichung: 5. Dezember 2008 mit Peter Maffay & Rolf Zuckowski |
| 2010 | Best of Nena                        | DE17 (12 Wo.)DE | AT23 (13 Wo.)AT | CH78 (2 Wo.)CH | Erstveröffentlichung: 12. November 2010                                  |
| 2017 | NENA 40 – Das neue Best of Album    | DE12 (5 Wo.)DE | AT10 (4 Wo.)AT | CH18 (2 Wo.)CH | Erstveröffentlichung: 6. Oktober 2017                                    |

Weitere Kompilationen
- 2000: Simply the Best
- 2000: Leuchtturm
- 2003: Star Boulevard
- 2004: Einmal ist keinmal
- 2004: Maxis und Mixes
- 2006: Alles…
- 2006: Colour Collection
- 2008: 2 in 1
- 2008: Nena / Nena live
- 2011: Balladen
- 2011: The Collection
- 2012: All Time Best – Reclam Musik Edition 19
- 2013: The Essential Nena
- 2013: Music & Video Stars
- 2016: My Star

### Soundtracks
- 1996: Nena und die Bambus Bären Bande
- 2003: Sams in Gefahr – Das Liederalbum (Nena und Gäste)

### Kinderalben
| Jahr | Titel                                                               | Höchstplatzierung, Gesamtwochen, AuszeichnungChartplatzierungen (Jahr, Titel, Platzierungen, Wochen, Auszeichnungen, Anmerkungen) | Höchstplatzierung, Gesamtwochen, AuszeichnungChartplatzierungen (Jahr, Titel, Platzierungen, Wochen, Auszeichnungen, Anmerkungen) | Höchstplatzierung, Gesamtwochen, AuszeichnungChartplatzierungen (Jahr, Titel, Platzierungen, Wochen, Auszeichnungen, Anmerkungen) | Anmerkungen                              |
| Jahr | Titel                                                               | DE | AT | CH | Anmerkungen                              |
| ---- | ------------------------------------------------------------------- | --- | --- | --- | ---------------------------------------- |
| 1990 | Komm, lieber Mai…                                                   | DE45 (11 Wo.)DE | — | — | Erstveröffentlichung: 23. Mai 1990       |
| 1995 | Unser Apfelhaus                                                     | DE69 (10 Wo.)DE | — | — | Erstveröffentlichung: 18. September 1995 |
| 1997 | Nenas Weihnachtsreise                                               | DE28 (12 Wo.)DE | — | — | Erstveröffentlichung: 7. November 1997   |
| 2014 | Das 1×1 Album mit den Hits von Nena zusammen mit Lisa, Leni & Malin | DE78 (1 Wo.)DE | — | — | Erstveröffentlichung: 15. August 2014    |

Weitere Kinderalben
- 1995: Nena singt die schönsten Kinderlieder
- 1999: Nena macht … Rabatz
- 2002: Tausend Sterne
- 2002: Madou und das Licht der Fantasie
- 2008: Himmel, Sonne, Wind und Regen

## Singles

### Als Leadmusikerin
| Jahr | Titel Album                                                                       | Höchstplatzierung, Gesamtwochen, AuszeichnungChartplatzierungen (Jahr, Titel, Album, Platzierungen, Wochen, Auszeichnungen, Anmerkungen) | Höchstplatzierung, Gesamtwochen, AuszeichnungChartplatzierungen (Jahr, Titel, Album, Platzierungen, Wochen, Auszeichnungen, Anmerkungen) | Höchstplatzierung, Gesamtwochen, AuszeichnungChartplatzierungen (Jahr, Titel, Album, Platzierungen, Wochen, Auszeichnungen, Anmerkungen) | Anmerkungen |
| Jahr | Titel Album                                                                       | DE | AT | CH | Anmerkungen |
| --- | --------------------------------------------------------------------------------- | --- | --- | --- | --- |
| 1989 | Wunder gescheh’n                                                                  | DE19 (27 Wo.)DE | — | — | Erstveröffentlichung: 9. Oktober 1989                                                                           |
| 1990 | Du bist überall Wunder gescheh’n                                                  | DE54 (12 Wo.)DE | — | — | Erstveröffentlichung: 26. März 1990                                                                             |
| 1992 | Manchmal ist ein Tag ein ganzes Leben Bongo Girl                                  | DE48 (10 Wo.)DE | — | — | Erstveröffentlichung: 14. September 1992                                                                        |
| 1997 | Ganz gelassen Jamma nich                                                          | DE75 (7 Wo.)DE | — | — | Erstveröffentlichung: 10. März 1997                                                                             |
| 1998 | Was hast du in meinem Traum gemacht? Wenn alles richtig ist, dann stimmt was nich | DE91 (1 Wo.)DE | — | — | Erstveröffentlichung: 2. März 1998                                                                              |
| 1999 | Ich umarm’ die ganze Welt Tobias Totz und sein Löwe OST                           | DE98 (2 Wo.)DE | — | — | Erstveröffentlichung: 11. Oktober 1999                                                                          |
| 2001 | Carpe diem Chokmah                                                                | DE66 (2 Wo.)DE | — | — | Erstveröffentlichung: 15. Oktober 2001 feat. Söhne Mannheims                                                    |
| 2002 | 99 Luftballons (New Version) 20 Jahre – Nena feat. Nena                           | DE28 (9 Wo.)DE | — | CH88 (5 Wo.)CH | Erstveröffentlichung: 7. Oktober 2002                                                                           |
| 2003 | Leuchtturm (New Version) 20 Jahre – Nena feat. Nena                               | DE7 (17 Wo.)DE | AT21 (15 Wo.)AT | CH79 (4 Wo.)CH | Erstveröffentlichung: 16. Dezember 2002                                                                         |
| 2003 | Wunder gescheh’n (New Version) 20 Jahre – Nena feat. Nena (2003 Edition)          | DE9 (9 Wo.)DE | AT26 (15 Wo.)AT | CH88 (2 Wo.)CH | Erstveröffentlichung: 24. Februar 2003 mit Ben, Udo Lindenberg, Sasha, Helge Schneider, Jasmin Tabatabai & Witt |
| 2003 | Anyplace, Anywhere, Anytime 20 Jahre – Nena feat. Nena                            | DE3 (15 Wo.)DE | AT1 (19 Wo.)AT | CH9 (21 Wo.)CH | Erstveröffentlichung: 19. Mai 2003 Verkäufe: + 150.000 mit Kim Wilde                                            |
| 2003 | Nur geträumt (New Version) 20 Jahre – Nena feat. Nena                             | DE79 (1 Wo.)DE | — | — | Erstveröffentlichung: 18. August 2003                                                                           |
| 2005 | Liebe ist Willst du mit mir gehn                                                  | DE1 Gold · (20 Wo.)DE | AT2 (27 Wo.)AT | CH8 (20 Wo.)CH | Erstveröffentlichung: 28. Februar 2005 Verkäufe: + 150.000                                                      |
| 2005 | Willst du mit mir gehn                                                            | DE6 (16 Wo.)DE | AT11 (19 Wo.)AT | CH34 (10 Wo.)CH | Erstveröffentlichung: 13. Juni 2005                                                                             |
| 2005 | Lass mich Willst du mit mir gehn                                                  | DE44 (6 Wo.)DE | AT17 (3 Wo.)AT | CH70 (2 Wo.)CH | Erstveröffentlichung: 7. Oktober 2005                                                                           |
| 2006 | Caravan of Love Tribute to Bravo                                                  | DE29 (8 Wo.)DE | AT35 (7 Wo.)AT | — | Erstveröffentlichung: 22. September 2006 mit Duncan Townsend                                                    |
| 2007 | Ich kann nix dafür Vollidiot OST                                                  | DE10 (14 Wo.)DE | AT41 (9 Wo.)AT | CH92 (1 Wo.)CH | Erstveröffentlichung: 13. April 2007 mit Oliver Pocher & Stephan Remmler                                        |
| 2007 | Mach die Augen auf Cover Me                                                       | DE19 (9 Wo.)DE | AT34 (8 Wo.)AT | CH57 (1 Wo.)CH | Erstveröffentlichung: 10. August 2007                                                                           |
| 2007 | Ich werde dich lieben Cover Me                                                    | DE34 (7 Wo.)DE | AT60 (3 Wo.)AT | — | Erstveröffentlichung: 21. September 2007                                                                        |
| 2009 | Wir sind wahr Made in Germany                                                     | DE17 (10 Wo.)DE | AT50 (2 Wo.)AT | CH50 (2 Wo.)CH | Erstveröffentlichung: 18. September 2009                                                                        |
| 2010 | Du bist so gut für mich Made in Germany                                           | DE39 (5 Wo.)DE | — | — | Erstveröffentlichung: 19. Februar 2010                                                                          |
| 2010 | In meinem Leben Made in Germany                                                   | DE4 (20 Wo.)DE | AT11 (19 Wo.)AT | CH18 (2 Wo.)CH | Erstveröffentlichung: 26. März 2010                                                                             |
| 2010 | Geheimnis / Mein Freund Made in Germany                                           | DE82 (1 Wo.)DE | — | — | Erstveröffentlichung: 3. September 2010                                                                         |
| 2010 | Haus der drei Sonnen Best of Nena                                                 | DE39 (4 Wo.)DE | — | — | Erstveröffentlichung: 5. November 2010 mit Peter Heppner                                                        |
| 2012 | Das ist nicht alles Du bist gut                                                   | DE40 (3 Wo.)DE | AT68 (1 Wo.)AT | — | Erstveröffentlichung: 26. Oktober 2012                                                                          |
| 2016 | Genau jetzt Oldschool                                                             | DE27 (2 Wo.)DE | AT51 (1 Wo.)AT | CH50 (1 Wo.)CH | Erstveröffentlichung: 8. April 2016                                                                             |
| Folgende Lieder erschienen nicht als Single, wurden aber durch das Album zum Download und Streaming bereitgestellt und konnten somit eine Platzierung erlangen: |                                                                                   | | | | |
| |                                                                                   | | | | |
| 2015 | Magie Oldschool                                                                   | DE91 (1 Wo.)DE | — | — | Charteinstieg: 27. März 2015                                                                                    |

Weitere Singles
- 1990: Im Rausch der Liebe
- 1992: Conversation
- 1993: Ohne Ende
- 1993: Viel zuviel Glück
- 1993: ’n Zentimeter Liebe
- 1994: Hol mich zurück
- 1994: Ich halt dich fest
- 1995: Weißes Schiff (live)
- 1997: Jamma nich
- 1997: Alles was du willst
- 1997: Auf dich und mich
- 1998: Dann fiel mir auf
- 1998: Das ist normal
- 2007: Mein Weg ist mein Weg
- 2008: Ein Andenken (mit Lukas Hilbert)
- 2009: 99 Luftballons (2009)
- 2013: Besser geht’s nicht
- 2015: Lieder von früher
- 2015: Berufsjugendlich
- 2016: Don’t Gimme that (Teilnahme: Sing meinen Song – Das Tauschkonzert; Original: The BossHoss)
- 2016: Fantasie (Teilnahme: Sing meinen Song – Das Tauschkonzert; Original: Samy Deluxe)
- 2018: Immer noch hier
- 2020: Licht

### Als Gastmusikerin
| Jahr | Titel Album                                        | Höchstplatzierung, Gesamtwochen/‑monate, AuszeichnungChartplatzierungen (Jahr, Titel, Album, Platzierungen, Wochen/Monate, Auszeichnungen, Anmerkungen) | Höchstplatzierung, Gesamtwochen/‑monate, AuszeichnungChartplatzierungen (Jahr, Titel, Album, Platzierungen, Wochen/Monate, Auszeichnungen, Anmerkungen) | Höchstplatzierung, Gesamtwochen/‑monate, AuszeichnungChartplatzierungen (Jahr, Titel, Album, Platzierungen, Wochen/Monate, Auszeichnungen, Anmerkungen) | Anmerkungen                                                                                      |
| Jahr | Titel Album                                        | DE | AT | CH | Anmerkungen                                                                                      |
| --- | -------------------------------------------------- | --- | --- | --- | ------------------------------------------------------------------------------------------------ |
| 1985 | Nackt im Wind –                                    | DE3 (10 Wo.)DE | AT18 (2½ Mt.)AT | CH21 (3 Wo.)CH | Erstveröffentlichung: 21. Januar 1985 Verkäufe: + 150.000; als Teil von Band für Afrika          |
| 2002 | Oldschool Baby Right On                            | DE21 (9 Wo.)DE | — | — | Erstveröffentlichung: 19. August 2002 mit WestBam                                                |
| 2002 | Lieber Gott –                                      | DE6 (15 Wo.)DE | AT16 (14 Wo.)AT | CH48 (8 Wo.)CH | Erstveröffentlichung: 2. September 2002 Marlon + Friends                                         |
| 2004 | Bang Bang Tokblock 01                              | DE51 (2 Wo.)DE | — | — | Erstveröffentlichung: 10. Mai 2004 mit Tok Tok                                                   |
| 2004 | Schade The Sound of Sam Ragga                      | DE37 (6 Wo.)DE | — | — | Erstveröffentlichung: 18. August 2004 mit Sam Ragga Band                                         |
| 2008 | Dein Herz für Kinder Ein Herz für Kinder           | DE69 (3 Wo.)DE | — | — | Erstveröffentlichung: 21. November 2008 mit Peter Maffay und Rolf Zuckowski                      |
| 2011 | Strobo Pop Party Chaos                             | DE14 Platin · (24 Wo.)DE | AT10 (21 Wo.)AT | CH36 (7 Wo.)CH | Erstveröffentlichung: 18. März 2011 Verkäufe: + 300.000; mit den Atzen Frauenarzt und Manny Marc |
| 2011 | Heroes/Helden The Voice of Germany: Die Highlights | DE28 (10 Wo.)DE | AT50 (3 Wo.)AT | — | Erstveröffentlichung: 24. November 2011 mit Xavier Naidoo, Rea Garvey & The BossHoss             |
| 2011 | L.O.V.E. Liberty of Action                         | DE76 (3 Wo.)DE | — | — | Erstveröffentlichung: 9. Dezember 2011 mit The BossHoss feat. Rubbeldiekatz                      |
| Folgende Lieder erschienen nicht als Single, wurden aber durch das Album zum Download und Streaming bereitgestellt und konnten somit eine Platzierung erlangen: |                                                    | | | |                                                                                                  |
| |                                                    | | | |                                                                                                  |
| 2016 | Haus am Mehr Berühmte letzte Worte                 | DE62 (2 Wo.)DE | AT67 (1 Wo.)AT | CH53 (1 Wo.)CH | Charteinstieg: 6. Mai 2016 mit Samy Deluxe                                                       |

Weitere Gastbeiträge
- 1983: Alligator (Cosa Rosa feat. Nena)
- 1992: Regenbogen (Ralf Bursy feat. Nena)
- 1993: ’n Zentimeter Liebe (Kralle Krawinkel feat. Nena)
- 1994: Lolita (Uwe Ochsenknecht feat. Nena)
- 1998: Ninety Nine (John Forte feat. Nena)
- 2002: Form der Wahrheit (Uwe Felski feat. Nena)
- 2002: Komm nach Hagen (live) (Extrabreit feat. Nena)
- 2002: Sweet Deals (Kosho feat. Nena)
- 2006: Horizont (Udo Lindenberg & Nena)
- 2006: You Keep Me Hangin’ On (Kim Wilde feat. Nena)
- 2008: Bei dir sein (Caroline & Nena)
- 2010: Für Dich (Stefan Waggershausen feat. Nena)
- 2011: Let Go Tonight (Kevin Costner & Modern West feat. Nena)
- 2012: Hiding (Louboy feat. Nena)
- 2013: Der Letzte macht das Licht aus (Isabell Schmidt feat. Nena)
- 2017: Only You (Zara Larsson feat. Nena)
- 2019: Morgenstund (Schiller & Nena)
- 2020: Irgendwo (Kitschkrieg feat. Nena & Trettmann)

## Videoalben
| Jahr | Titel                  | Höchstplatzierung, Gesamtwochen, AuszeichnungChartplatzierungen (Jahr, Titel, Platzierungen, Wochen, Auszeichnungen, Anmerkungen) | Höchstplatzierung, Gesamtwochen, AuszeichnungChartplatzierungen (Jahr, Titel, Platzierungen, Wochen, Auszeichnungen, Anmerkungen) | Höchstplatzierung, Gesamtwochen, AuszeichnungChartplatzierungen (Jahr, Titel, Platzierungen, Wochen, Auszeichnungen, Anmerkungen) | Anmerkungen                                              |
| Jahr | Titel                  | DE | AT | CH | Anmerkungen                                              |
| ---- | ---------------------- | --- | --- | --- | -------------------------------------------------------- |
| 2018 | Nichts versäumt – Live | DE*DE | AT3 (1 Wo.)AT | CH3 (2 Wo.)CH | Erstveröffentlichung: 9. November 2018 * siehe Livealbum |

Weitere Videoalben
- 2003: Nena feat. Nena live
- 2011: Made in Germany – live

## Boxsets
- 2004: Ben
- 2010: Original Album Classics
- 2012: Alle Kinder lieben Nena – Die Kinderlieder-Box
- 2012: The Triple Album Collection
- 2013: Nena 3-CD Liederbox Vol.1

## Statistik

### Chartauswertung
|                     | DE     | AT     | CH     |
| ------------------- | ------ | ------ | ------ |
| Nummer-eins-Alben   | DE—DE  | AT2AT  | CH1CH  |
| Top-10-Alben        | DE7DE  | AT6AT  | CH3CH  |
| Alben in den Charts | DE26DE | AT14AT | CH12CH |

|                       | DE     | AT     | CH     |
| --------------------- | ------ | ------ | ------ |
| Nummer-eins-Singles   | DE1DE  | AT1AT  | CH—CH  |
| Top-10-Singles        | DE9DE  | AT3AT  | CH2CH  |
| Singles in den Charts | DE37DE | AT19AT | CH16CH |

|                          | DE    | AT    | CH    |
| ------------------------ | ----- | ----- | ----- |
| Nummer-eins-Videoalben   | DE—DE | AT—AT | CH—CH |
| Top-10-Videoalben        | DE—DE | AT1AT | CH1CH |
| Videoalben in den Charts | DE—DE | AT1AT | CH1CH |

### Auszeichnungen für Musikverkäufe
Anmerkung: Auszeichnungen in Ländern aus den Charttabellen bzw. Chartboxen sind in ebendiesen zu finden.
| Land/RegionAuszeichnungen für Musikverkäufe (Land/Region, Auszeichnungen, Verkäufe, Quellen) | Gold     | Platin     | Verkäufe  | Quellen           |
| -------------------------------------------------------------------------------------------- | -------- | ---------- | --------- | ----------------- |
| Deutschland (BVMI)                                                                           | 4× Gold4 | 5× Platin5 | 2.150.000 | musikindustrie.de |
| Österreich (IFPI)                                                                            | Gold1    | 2× Platin2 | 95.000    | ifpi.at           |
| Schweiz (IFPI)                                                                               | Gold1    | Platin1    | 60.000    | hitparade.ch      |
| Insgesamt                                                                                    | 6× Gold6 | 8× Platin8 |           |                   |